# Camí de l'Obago

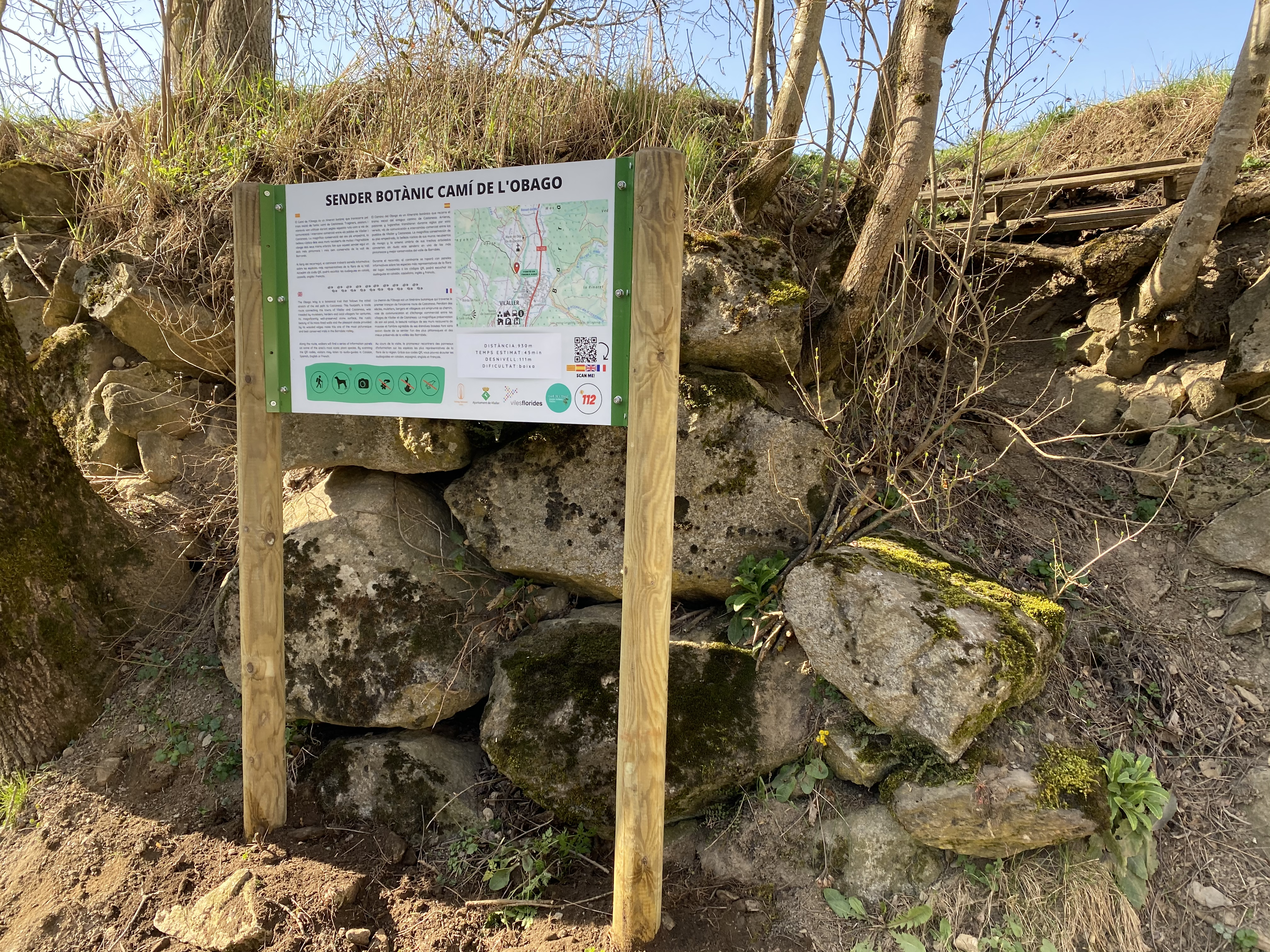
Inici de l'itinerari botànic

El Camí de l'Obago és un itinerari botànic situat al poble de Vilaller, a la comarca de l'Alta Ribargorça (Lleida). El sender transcorre pel tram inicial de l'antic camí de Castanesa, entre les pistes de Riupedrós i Seu de Baix. Traginers, pastors i vianants van utilitzar durant segles aquesta ruta com a via de comunicació i intercanvi entre els pobles de Vilaller i Castanesa.
Es tracta d'un dels camins típics de muntanya millor conservats de la Vall de Barravés. La qualitat dels empedrats, la bellesa dels murs coberts de molsa i l'ombra que presideix bona part del trajecte, fan d'aquesta breu excursió una agradable experiència.
En un recorregut d'un quilómetre es localitzen un conjunt de panells amb informació sobre les espècies més representatives de la flora de la Vall. Les espècies objecte d'estudi són les següents: om (Ulmus minor), til·ler (Tilia cordata), heura (Hedera helix), boix (Buxus sempervirens), grèvol (Ilex aquifolium), pi roig (Pinus sylvestris), avellaner (Corylus avellana), auró blanc (Acer campestre), roure martinenc (Quercus humilis), moixera (Sorbus ària), freixe (Fraxinus excelsior), arç blanc (Crataegus monogyna), olivereta (Ligustrum vulgare) i sanguinyol (Cornus sanguinea).

La instal·lació d'aquesta ruta es va dur a terme gràcies a un projecte de col·laboració entre l'Ajuntament de Vilaller i el Col·legi Episcopal de Lleida. Va ser inaugurat el dia 1 d'abril de 2021 i constitueix un dels atractius turístics de la zona.

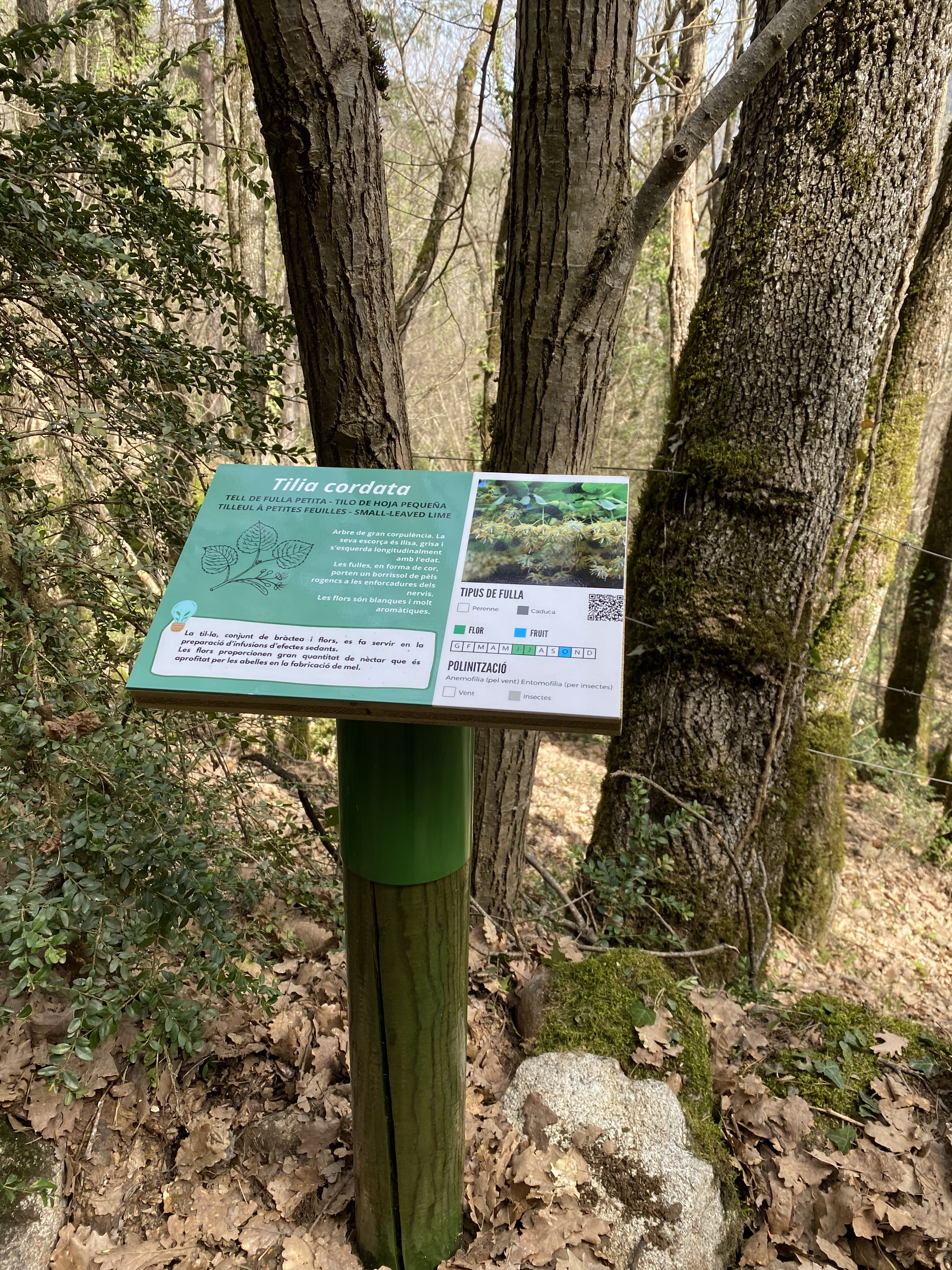
Panell informatiu
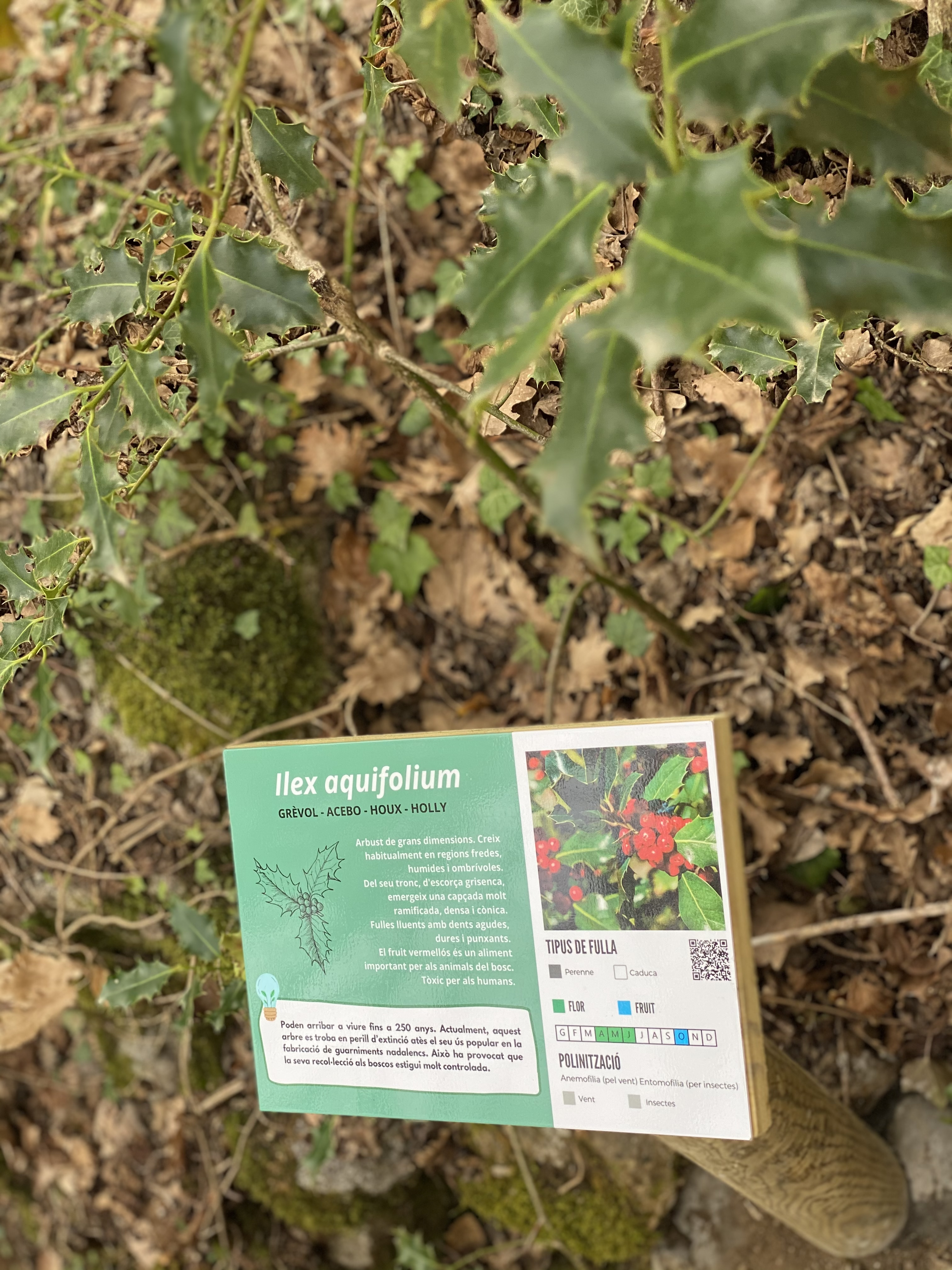
Buxus Sempervirens